# رينيه دوبويس
رينيه دوبويس (بالفرنسية: René Dubois)‏ (30 يناير 1906 - ) هو ملاكم فرنسي، صنّف ضمن فئة وزن الويلتر. شارك في الألعاب الأولمبية الصيفية 1924.

## وصلات خارجية
- رينيه دوبويس على موقع أوليمبيديا (الإنجليزية)